# 平滑裂鰭亞口魚
平滑裂鰭亞口魚（學名：Chasmistes liorus）為輻鰭魚綱鯉形目亞口魚科的其中一種，為溫帶淡水魚，被IUCN列為極危保育類動物，分布於北美洲美國猶他湖和普羅沃河流域，本魚體呈圓柱形，口近下位呈吸盤狀，體色灰色或棕色，腹部顏色較淺，體長可達60公分，壽命可達40年，棲息在湖泊較深水域，以無脊椎動物為食，該物種曾經在其原生湖泊中大量存在，因外來物種引進，造成幼魚被捕食，水質污染和渾濁、乾旱、水流的改變以及一些本土植被的喪失等，導致族群數量減少。